# Greymouth
Greymouth, in māori Māwhera, è un piccolo centro avente circa 8 170 abitanti (stima del 2020) della West Coast dell'Isola del Sud della Nuova Zelanda.
Principali fonti di reddito sono il porto di mare, le miniere carbonifere e gli impianti di lavorazione del legname.